# St.-Nicolai-Kirche (Wöhrden)

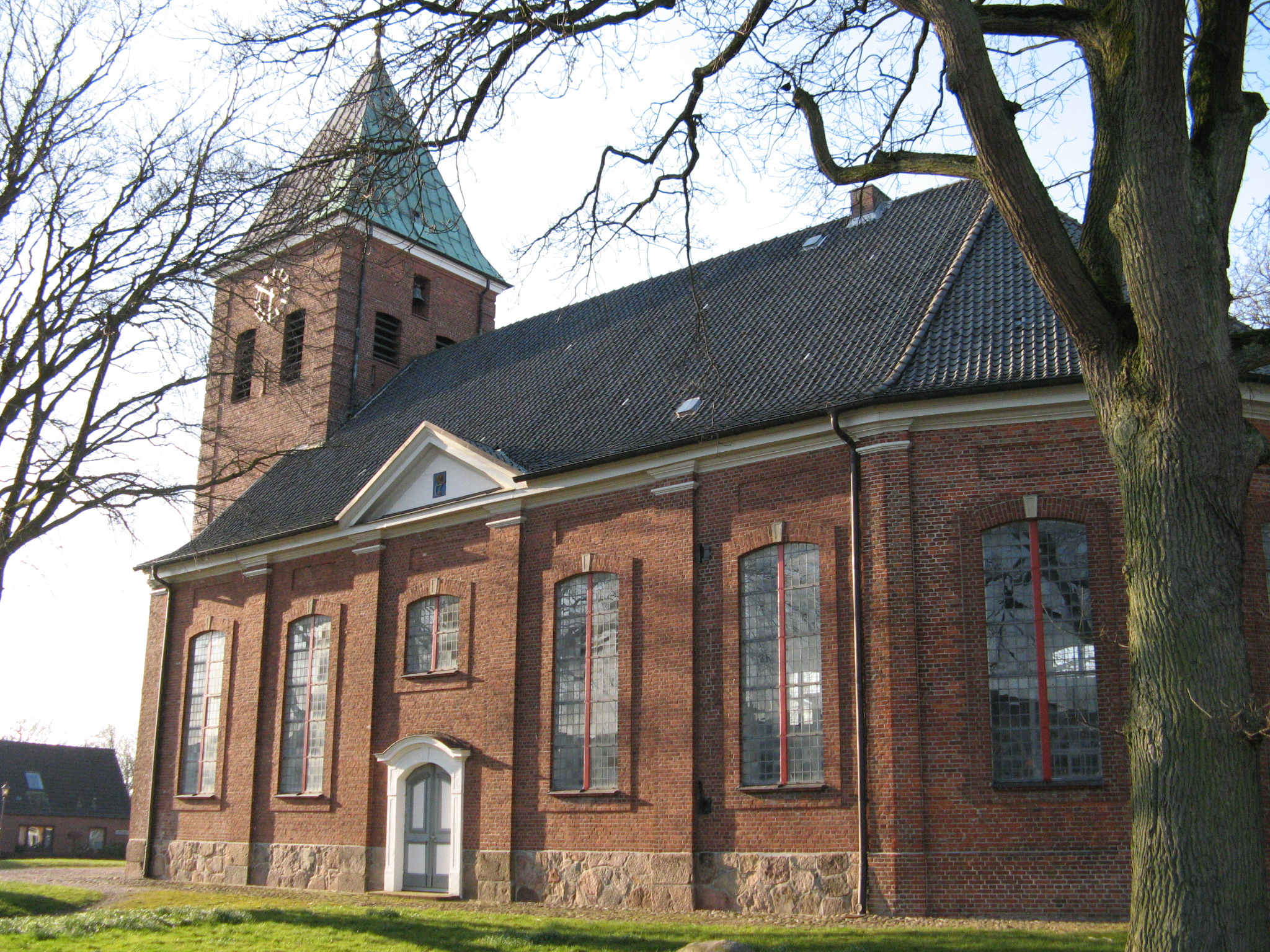
St. Nicolai Kirche in Wöhrden

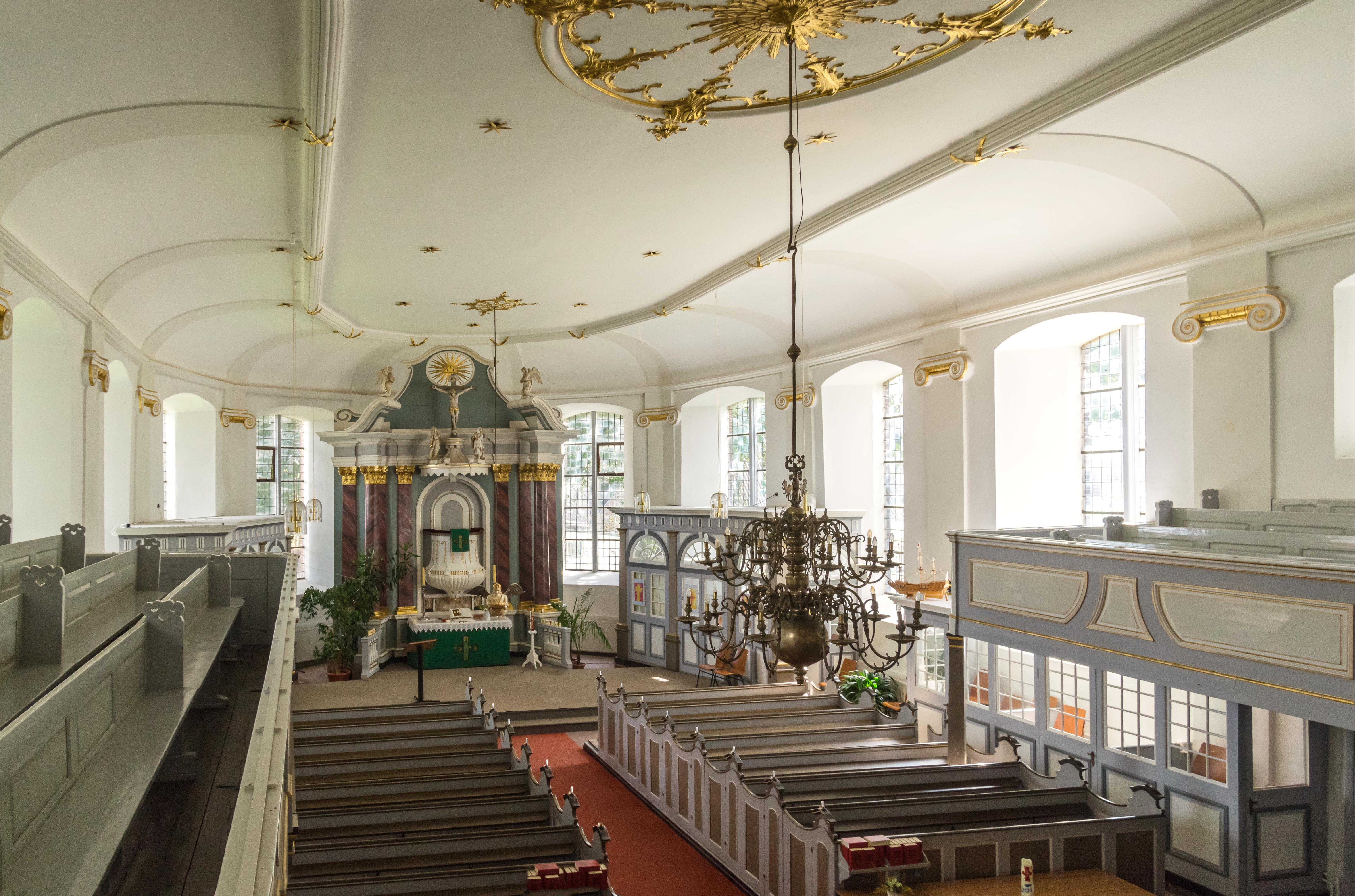
St. Nicolai Innenraum

Die St.-Nicolai-Kirche ist eine evangelische Kirche, die sich auf der höchsten Wurt der Gemeinde Wöhrden befindet. Die von 1786 bis 1788 im spätbarocken Stil gebaute Kirche ist wahrscheinlich das dritte Kirchengebäude an dieser Stelle. Baumeister war der Sachse August Rothe. Besondere Bedeutung erlangte die zweite Wöhrdener Kirche, die Bedeutung für die ganze Region hatte, aber wegen Baufälligkeit und Einsturzgefahr abgerissen werden musste.

## Vorgängerbauten
Das Kirchspiel Wöhrden wurde 1281 erstmals erwähnt. Die Kirche der früheren Bedeutung des Ortes gemäß dem Schutzheiligen der Schiffer und Kaufleute St. Nikolaus geweiht. Über diesen ersten Kirchenbau ist wenig bekannt, außer dass sie von einer etwa 3 bis 6 Meter dicken Mauer aus Feldsteinwerk geschützt war. Sie wurde am 8. September 1319 in der Schlacht von Wöhrden zerstört, als Gerhard der Große von Holstein-Rendsburg versuchte, Wöhrden einnehmen. Die Verteidiger flüchteten in die Kirche, die daraufhin von den Angreifern angezündet wurde. Neocorus beschrieb: Sie flohen „in de Kerken tho Oldenworden unnd befestigeden se alß eine Borch, wo se best vormochten“. Schließlich aber wütete das Feuer so schlimm, dass „dat Bly van dem Dache herunder schmeltede“. In ihrer Verzweiflung brachen die Dithmarscher aus und schlugen den Feind in die Flucht.
Nach ihrem Sieg  errichteten die Wöhrdener eine spätgotische Hallenkirche, wie sie auch – damals weniger prächtig – später in Meldorf und Wesselburen entstanden. Ein Vergleich mit der Meldorfer Kirche, dem heute eindrucksvollsten Kirchengebäude der Westküste, lässt sich kaum mehr ziehen. Zumindest von der Größe her hatten beide Kirchen ungefähr gleiche Ausmaße. Spätere Chronisten bezeichneten diese als Siegeskirche oder Landesdenkmal, jedoch ist diese Interpretation zu neuzeitlich für das Dithmarschen des 14. Jahrhunderts. Auch wenn an dieser Stelle wahrscheinlich tatsächlich ein wichtiger Sieg der Dithmarscher über den holsteinischen Adel stattfand, war der Kirchbau Sache der einzelnen Kirchspiele und nicht der Dithmarscher allgemein. Der prächtige Kirchenbau des 14. Jahrhunderts weist also vor allem auf den damaligen Reichtum und die Bedeutung Wöhrdens hin.
Die gotische Kirche war nach Angaben des zeitweiligen Dorfpfarrers Johann Adrian Bolten „mit so ansehnlichen steinernen Gewölben, einem so geräumigen Chore und überhaupt so kostbaren Einrichtungen versehen, daß sie fast eine Krone aller damaligen Landeskirchen abgeben konnte“. Sie bestand aus einem Hauptschiff im Norden, das 160 Fuß (etwa 52 m) lang war und einem 92 Fuß (etwa 35 m) langen Nebenschiff im Süden, war insgesamt 70 Fuß (ca. 24 m) breit und die Höhe „bis ans Dach“ betrug 28 Fuß. Die Mauern des Hauptschiffes waren aus Feldsteinen, die des Nebenschiffes teilweise auch aus Backstein. Das Hauptschiff war teilweise mit einem Satteldach, teilweise mit einem Walmdach bedeckt, das Süderschiff mit einem reinen Satteldach. Auf dem Hauptschiff befand sich ein separater Dachreiter, in dem die Kling- und Stundenglocke der Kirche waren. Im zusätzlichen separaten hölzernem Glockenturm, vielleicht 5 × 5 m², hingen die großen Glocken der St-Nicolai-Kirche. In der Kirche befanden sich neben diversen Siegeszeichen der Dithmarscher auch das Grab Adolph Kösters, des Vaters von Neocorus. Die älteste bildliche Darstellung der alten Kirche stammt von Peter Boeckels Dithmarscher Karte von 1559, auf der dieser die Ereignisse der Letzten Fehde festhielt.
Der Boden der Kirche lag allerdings durch das weitere Anwachsen der Wurt schließlich einige Meter unter der Wurt-Oberfläche, so dass ein über Jahrhunderte anhaltendes Problem mit einfließendem Wasser bestand. Eine Bodenerhöhung 1741 konnte keine Abhilfe schaffen. Letztlich entscheidend für den baulichen Verfall der Kirche dürften aber die beiden getrennten Dächer der beiden Schiffe gewesen sein, zwischen denen regelmäßig Wasser eindrang und das stützende Holz irreparabel beschädigte. Der Baumeister Stammer stellte anlässlich der polizeilichen Schließung der Kirche 1777 fest: „die auswendigen Hauptmauern [seien] über die perpendiculair Linie durchgedrückt, daher [haben] auch diese Bögen und Mauern verschiedentlich durchgehende große Risse erhalten; auch ungleiche Bögen-Rundungen itzo sind ... Die anderen Kreutzbögen haben nicht allein viele quer, sondern sehr bedenkliche große längen Risse, daher ungleich verdrückt, und in grader Linie als krumber Linie verschoben.“

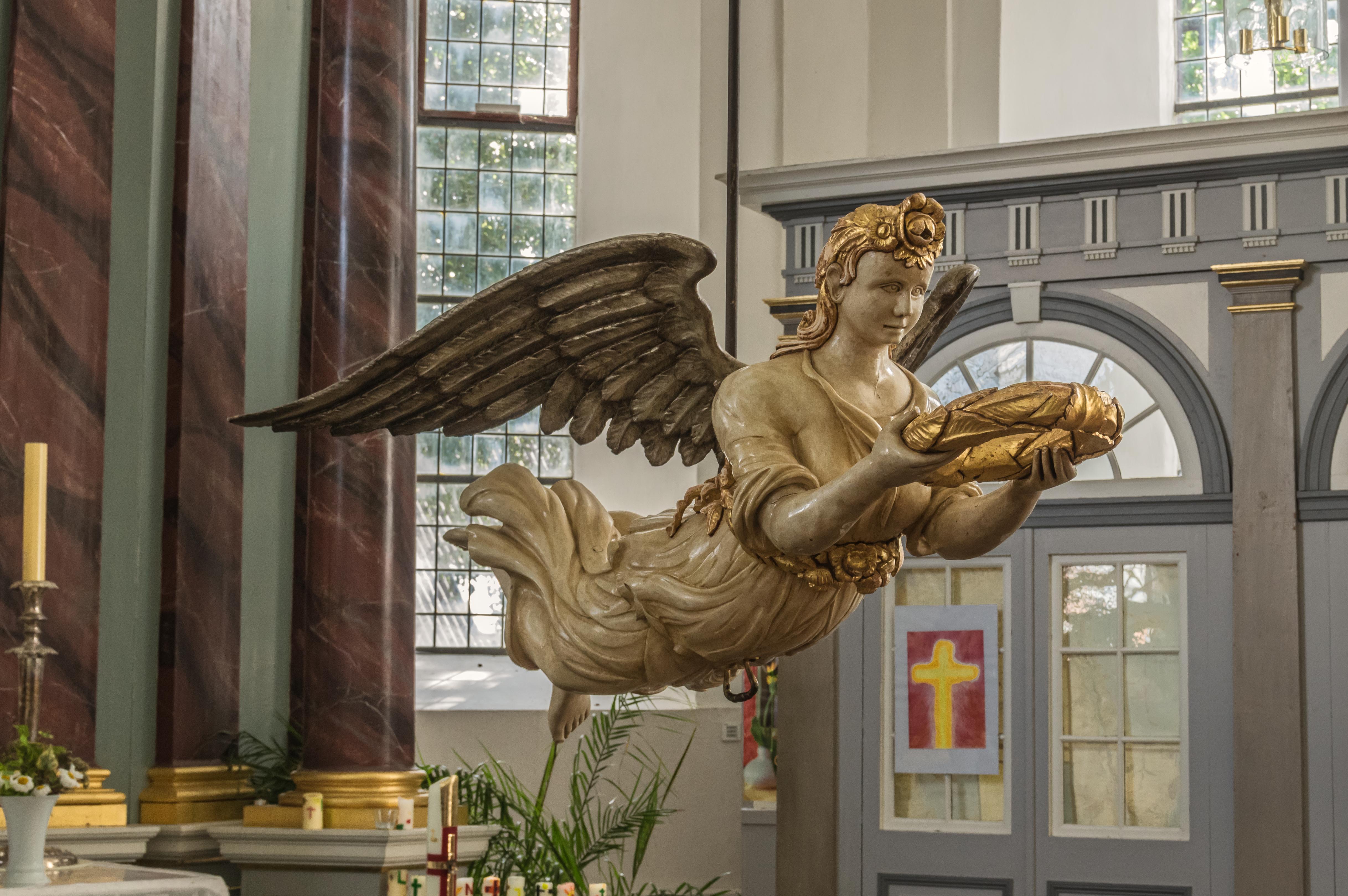
Taufengel

## Bau und Ausstattung
Nach der Schließung der alten Kirche wurden die Gottesdienste im Materialienhaus gehalten. Die Planung des Neubaus verzögerte sich, weil das Kirchspiel seit der Letzten Fehde 1559 zwei Herrschaften gehört hatte: Norderwöhrden unterstand als Teil von Norderdithmarschen dem Herzog von Holstein-Gottorf, während Süderwöhrden in Süderdithmarschen lag und vom dänischen König, der ebenfalls Herzog von Holstein war, regiert wurde. Zwar war das Herzogtum Holstein mit dem Vertrag von Zarskoje Selo 1776 wieder vereint, die unterschiedlichen Verwaltungen für Nord- und Süddithmarschen blieben aber bestehen. Während Norderwöhrden die Kirche reparieren wollte, präferierte Süderwöhrden einen Neubau. Erst nachdem die Zuständigkeiten geklärt waren, konnte 1786 endlich mit dem Neubau begonnen werden. Mit der Ausführung wurde der aus Thüringen stammende Johann August Rothe beauftragt.
Die jetzige, 1788 fertiggestellte Barockkirche ist deutlich kleiner als der mittelalterliche Bau. Die helle Saalkirche erhielt eine fast komplette neue Einrichtung mit schlichten zeittypischen Elementen wie Kanzelaltar und Taufengel. Ein 1613 geschaffenes Relief aus Alabaster, dass das letzte Abendmahl Jesu mit seinen Jüngern darstellt, ist eins der wenigen Gegenstände, die in die neue Kirche übernommen wurden. Es befindet sich im Altar direkt über dem Altartisch. Ein weiteres Alabasterrelief zeigt das Jüngste Gericht.
Der neue Turm bekam einen Turmhelm, der jedoch bereits 1812 wieder abgetragen werden und durch ein schlichtes Zeltdach ersetzt werden musste. In den folgenden Jahrzehnten neigte sich der Turm immer weiter nach Westen, bis er endlich 1956 abgerissen und neugebaut wurde. Im Turm hängen zwei alte Glocken: die ältere, Maria genannte, l.200 kg schwer, ist von 1453; die mit 300 kg deutlich leichtere von 1494. 1957 kamen zwei neue Glocken dazu. Eine fünfte Glocke hängt an der östlichen Turmmauer. Sie wurde 1735 gegossen und diente ursprünglich als Feuerglocke.

## Orgel

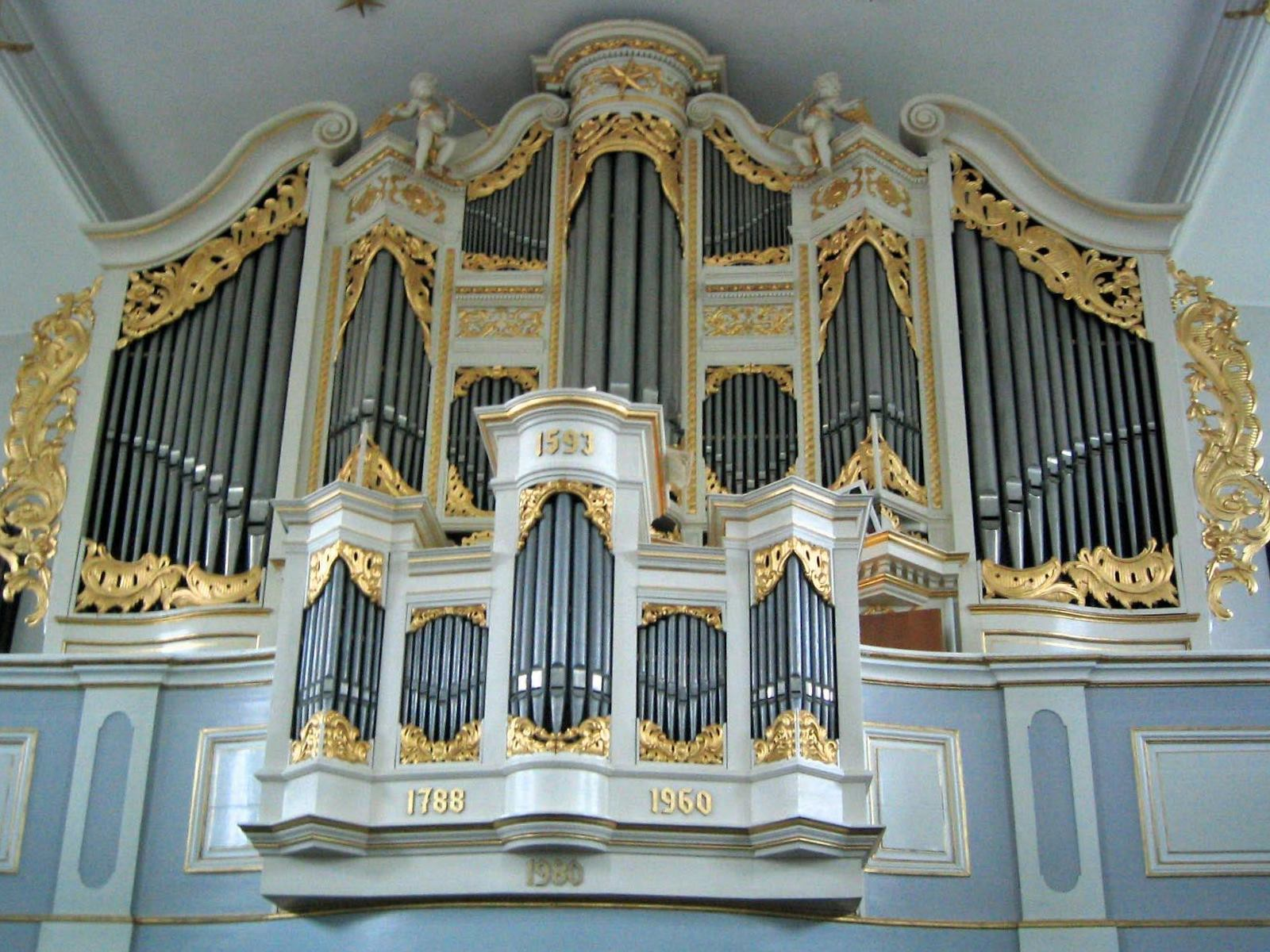
Wilde-Orgel

Die Kirche verfügt über eine wertvolle historische Orgel, die auf ein Instrument zurückgeht, das von dem Orgelbauer Anthonius Wilde (Otterndorf) im Jahre 1593, unter Verwendung von Material aus der Vorgängerorgel, erbaut wurde. Das damalige Instrument hatte 32 Register (1757 Pfeifen) auf drei Manualen und Pedal. 1788 wurde das Instrument in die neue Kirche überführt und im 18. und 19. Jahrhundert im Zuge mehrerer Restaurierungen in klanglicher und technischer Hinsicht nachhaltig verändert. In den Jahren 1958–1960 wurde durch die Orgelbaufirma Emanuel Kemper (Lübeck) eine Annäherung an den historischen Befund versucht. 1978 wurden die Spielmechanik und Teile der Windanlage erneuert, das Oberwerk als Schwellwerk eingerichtet, zwei neue Register hinzugefügt und die Orgel nach damaligen Erkenntnissen neu intoniert. Seitdem hat das rein mechanische Instrument 33 Register (2252 Pfeifen) und vereint Stilmerkmale verschiedener Bauepochen.
| I Rückpositiv C– |             |       |   |
| 1.               | Gedackt     | 8′    | W |
| 2.               | Rohrflöte   | 4′    | W |
| 3.               | Oktave      | 2′    |   |
| 4.               | Quinte      | 1 ⁄3′ |   |
| 5.               | Scharff III |       |   |
| 6.               | Krummhorn   | 8′    | N |
|                  | Tremulant   |       |   |

| II Hauptwerk C– |             |       |   |
| 7.              | Gedackt     | 16′   | W |
| 8.              | Prinzipal   | 8′    |   |
| 9.              | Spitzflöte  | 8′    |   |
| 10.             | Oktave      | 4′    | W |
| 11.             | Gedackt     | 4′    | W |
| 12.             | Quinte      | 2 ⁄3′ | W |
| 13.             | Oktave      | 2′    | W |
| 14.             | Oktave      | 1′    | W |
| 15.             | Mixtur IV   |       |   |
| 16.             | Scharff III |       |   |
| 17.             | Trompete    | 8′    | N |

| III Schwellwerk C– |              |       |   |
| 18.                | Rohrflöte    | 8′    | W |
| 19.                | Quintade     | 8′    | H |
| 20.                | Prinzipal    | 4′    | W |
| 21.                | Nachthorn    | 4′    |   |
| 22.                | Gemshorn     | 2′    | W |
| 23.                | Mixtur IV    |       |   |
| 24.                | Sesquialtera | 2 ⁄3′ | W |
| 25.                | Dulzian      | 16′   |   |
| 26.                | Vox Humana   | 8′    |   |
|                    | Tremulant    |       |   |

| Pedal C– |                  |     |   |
| 27.      | Subbass          | 16′ | W |
| 28.      | Prinzipal        | 8′  |   |
| 29.      | Gedackt          | 8′  | W |
| 30.      | Oktave           | 4′  |   |
| 31.      | Rauschepfeife IV |     |   |
| 32.      | Posaune          | 16′ | H |
| 33.      | Posaune          | 8′  | H |

- Koppeln: I/II, III/I, III/II, I/P, II/P
- Nebenregister: Zimbelstern

W = Register von Anthonius Wilde
H = überwiegend historischer Registerbestand.
N = Register von 1980